# Stereodon lilliei
Stereodon lilliei är en bladmossart som beskrevs av Hugh Neville Dixon 1930. Stereodon lilliei ingår i släktet Stereodon och familjen Hypnaceae. Inga underarter finns listade i Catalogue of Life.